# Gare de Groslay
La gare de Groslay est une gare ferroviaire française de la ligne d'Épinay - Villetaneuse au Tréport - Mers, située dans la commune de Groslay (département du Val-d'Oise). Elle se situe à 13 km de la gare de Paris-Nord.
C'est une gare SNCF desservie par les trains du réseau Transilien Paris-Nord (ligne H).

## Situation ferroviaire
La gare de Groslay est située au niveau du sol naturel, à l'est du centre-ville. Elle se situe au point kilométrique (PK) 13,052 de la ligne d'Épinay - Villetaneuse au Tréport - Mers (PK 0 à Paris-Nord). Elle constitue le deuxième point d'arrêt de la ligne après Deuil - Montmagny et précède la gare de Sarcelles - Saint-Brice.

## La gare
Elle est desservie par les trains de la ligne H du Transilien (réseau Paris-Nord).
La gare a été récemment rénovée afin de répondre aux normes d'accessibilité des personnes à mobilité réduite et d'accueillir l'arrivée du Francilien.
Le nombre de voyageurs quotidiens se situait entre 500 et 2 500 en 2002. La gare possède un parking gratuit de 174 places.

## Histoire

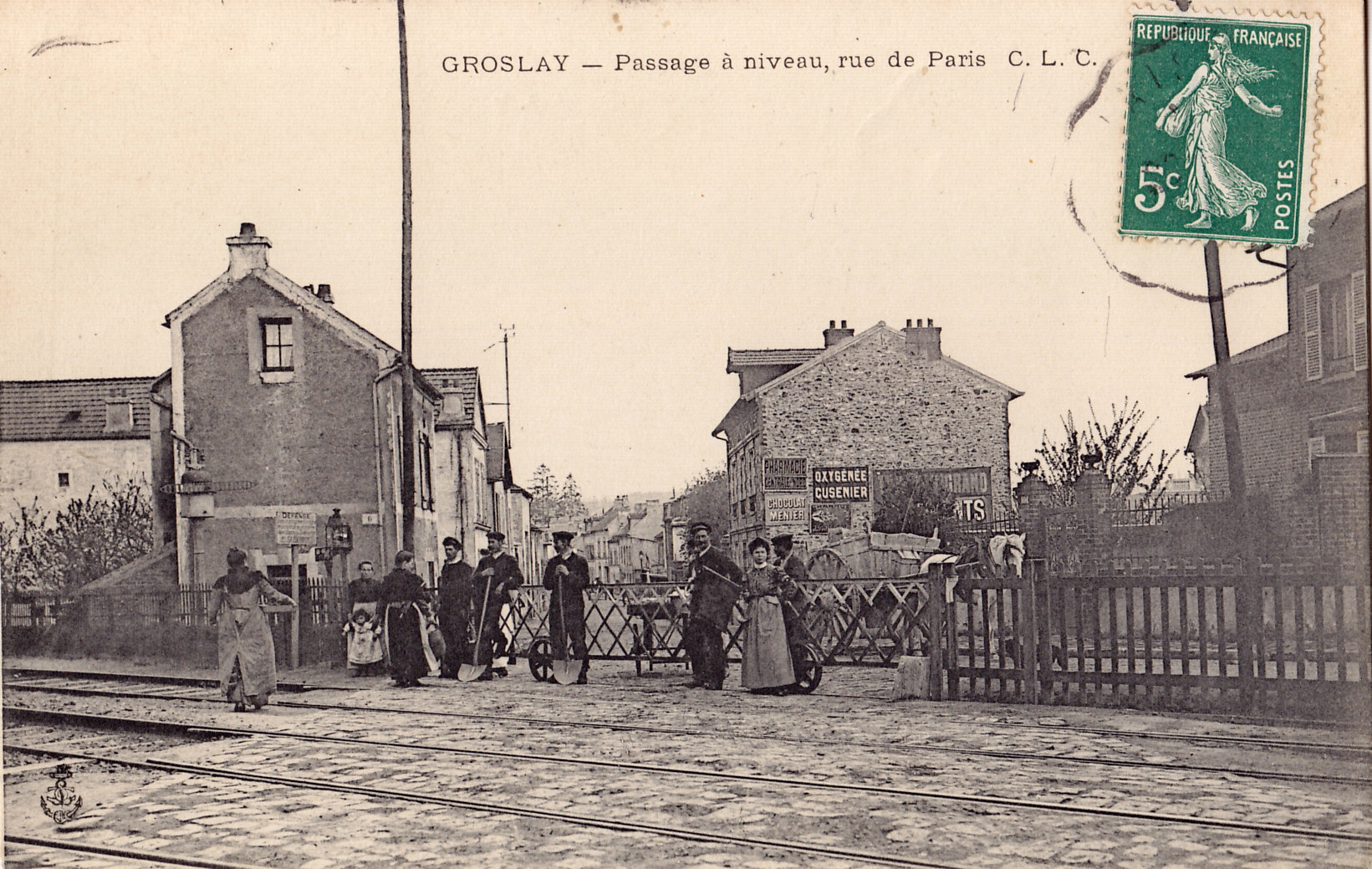
L'ancien passage à niveau de la gare, vers 1909.

La ligne Épinay - Persan - Beaumont via Montsoult fut ouverte par la compagnie des chemins de fer du Nord en 1877, l'embranchement Montsoult - Luzarches en 1880.

## Correspondances
La gare est desservie par les lignes 1527 et 1537 du réseau de bus de la Vallée de Montmorency.

## Patrimoine ferroviaire
Le bâtiment voyageurs appartient à un type particulier érigé par la Compagnie du Nord sur la section d'Épinay à Montsoult - Maffliers. Ces bâtiments, dotés d'une aile basse en « T » et d'une aile haute large de trois travées, à gauche ou à droite, étaient très proches à l'origine, avant d'être agrandis.
Celui de la gare de Groslay a son aile basse disposée à droite, comportant quatre travées (cinq côté rue). Par la suite, l'aile basse est allongée et les fenêtres sont remaniées.

## Galerie de photographies

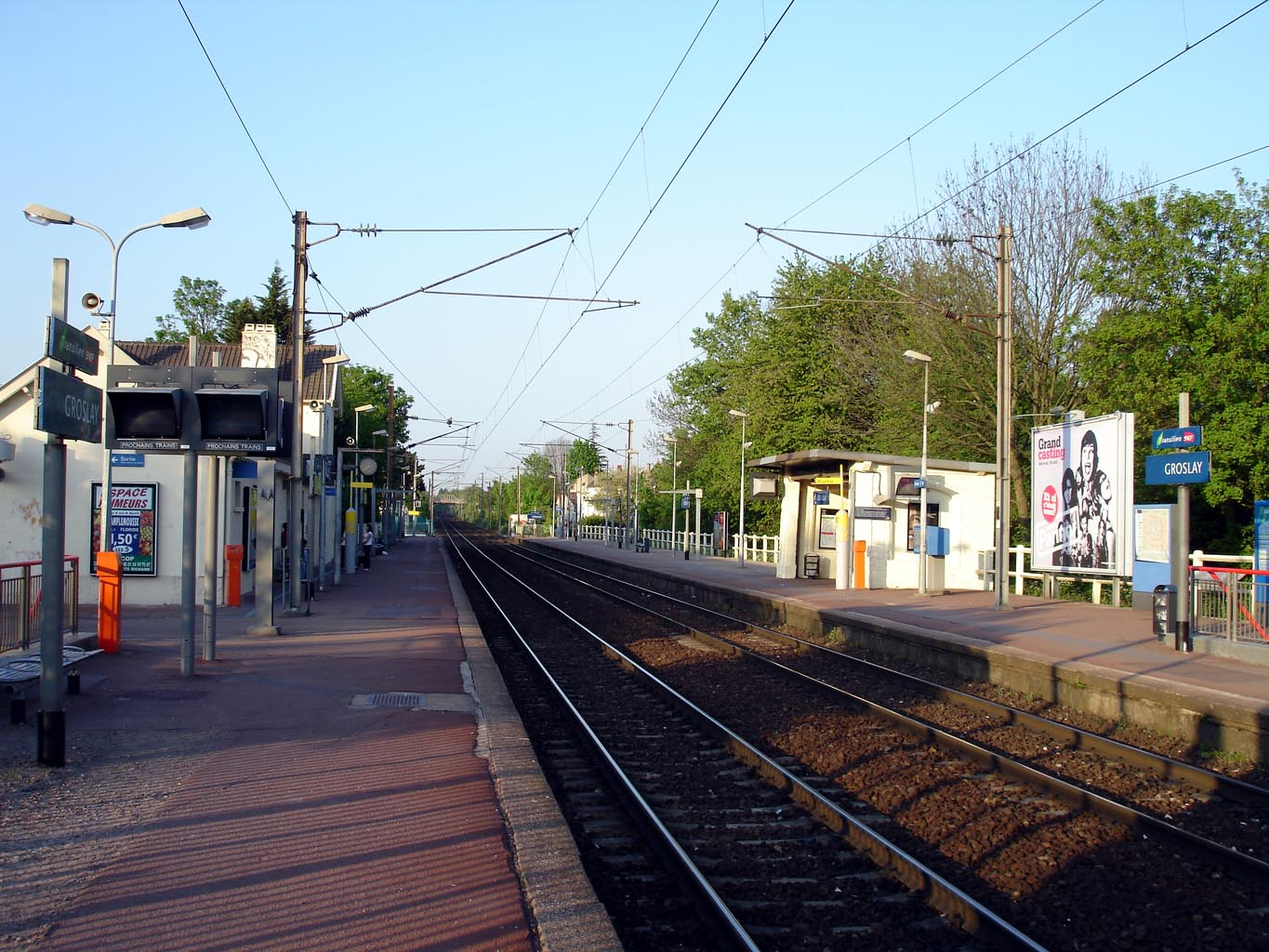
Les quais de la gare en 2007 avant leur rehaussement.
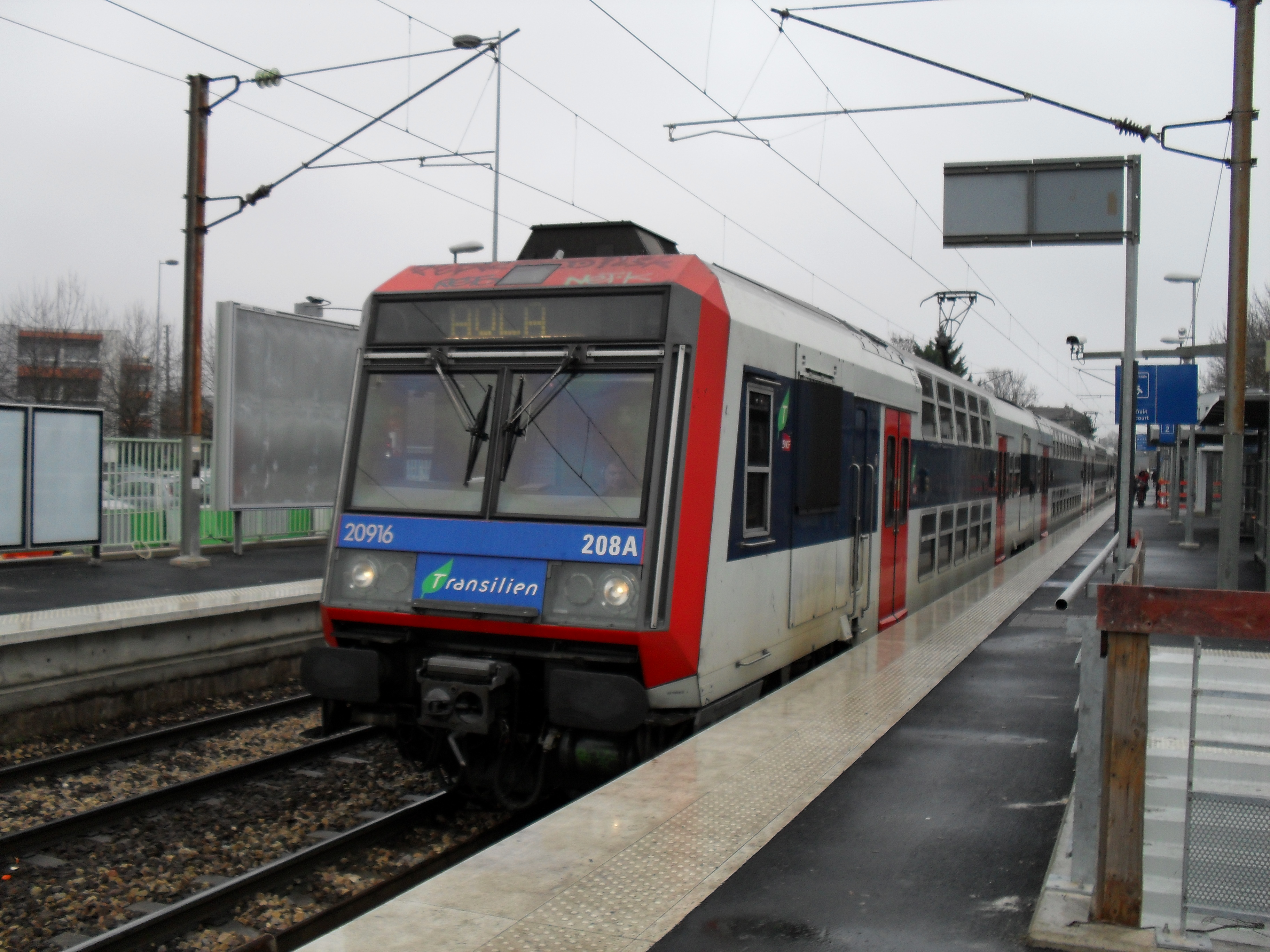
Une rame Z 20900 se dirige vers Paris.
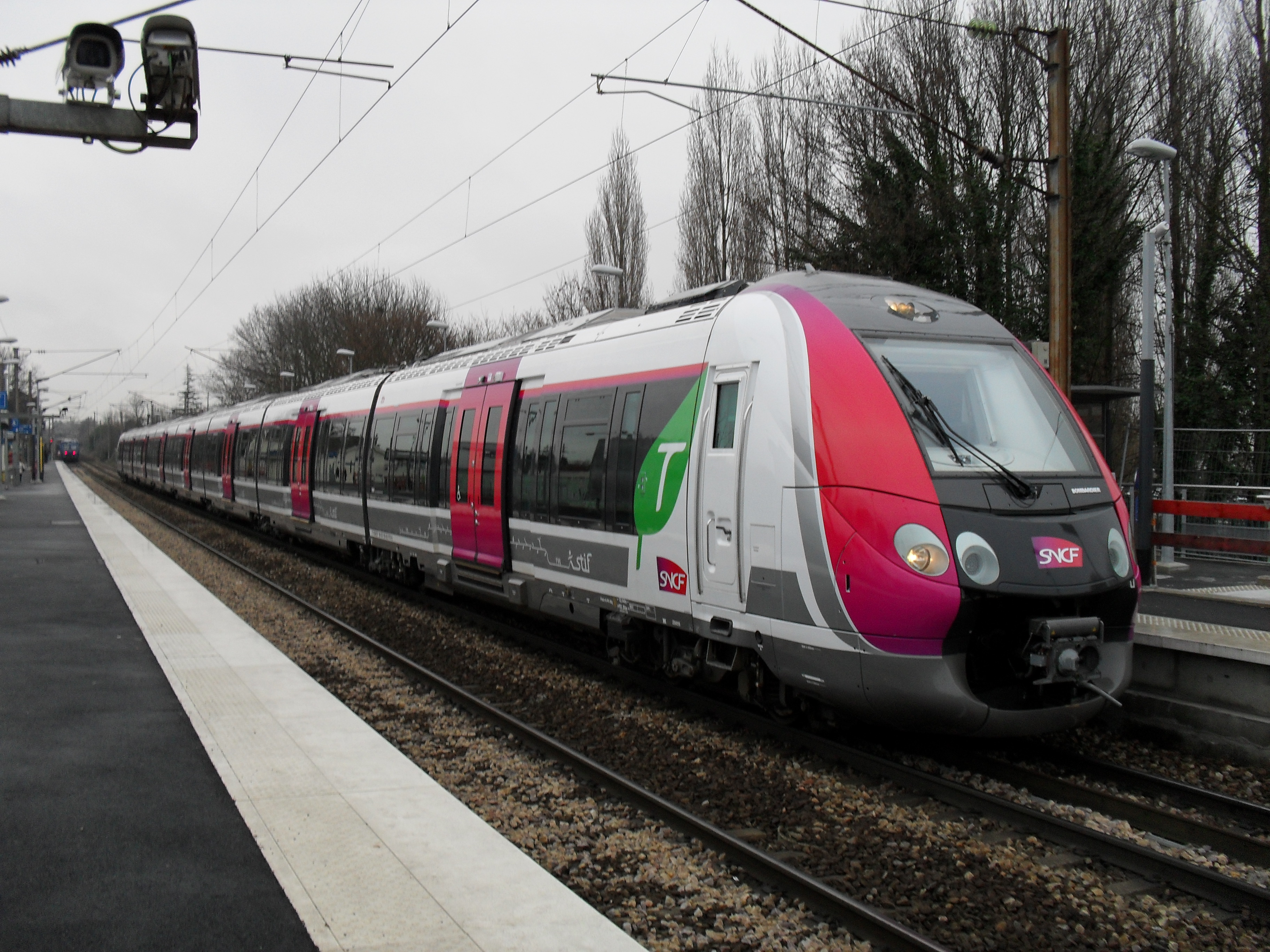
Une rame Z 50000 se dirige vers Paris.
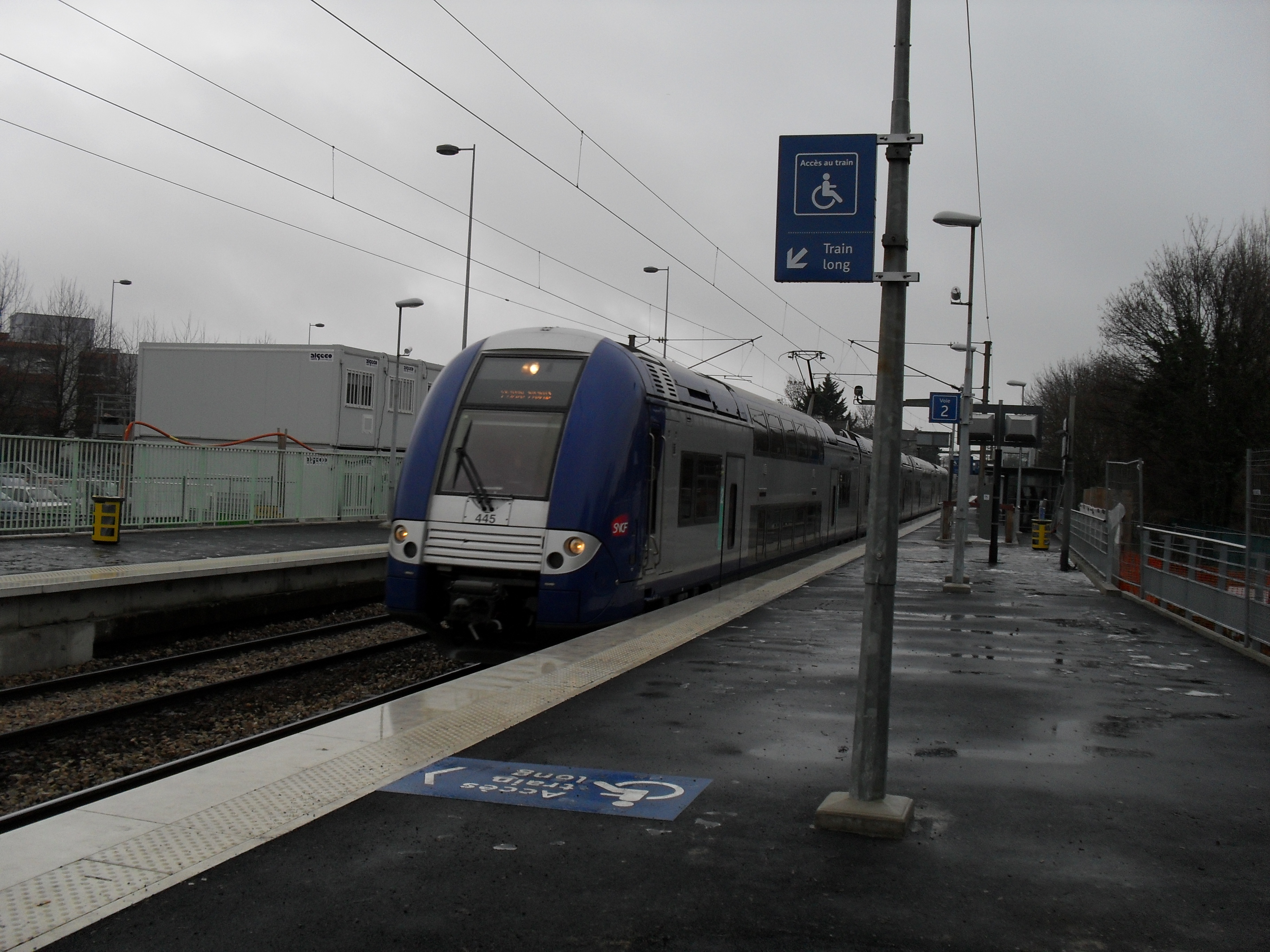
Une rame TER 2N NG du TER Picardie traverse la gare sans arrêt.